# Hyadina scutellata
Hyadina scutellata är en tvåvingeart som först beskrevs av Alexander Henry Haliday 1839.  Hyadina scutellata ingår i släktet Hyadina och familjen vattenflugor. Arten är reproducerande i Sverige. Inga underarter finns listade i Catalogue of Life.